# Minardi M193
El Minardi M193 fue un coche de Fórmula 1 diseñado por Aldo Costa y Gustav Brunner y construido por Minardi para la temporada 1993 de Fórmula 1. El coche estaba propulsado por el motor Ford HBD V8 y calzaba neumáticos Goodyear. Los conductores del coche incluían a Christian Fittipaldi (quien volcó su coche cuando chocó con su compañero de equipo Pierluigi Martini al final del Gran Premio de Italia), Martini y el ex piloto de Ferrari y cinco veces ganador del gran premio Michele Alboreto. Usando el M193, Minardi anotó 7 puntos para terminar octavo en el Campeonato de Constructores de 1993.

## Minardi M193B

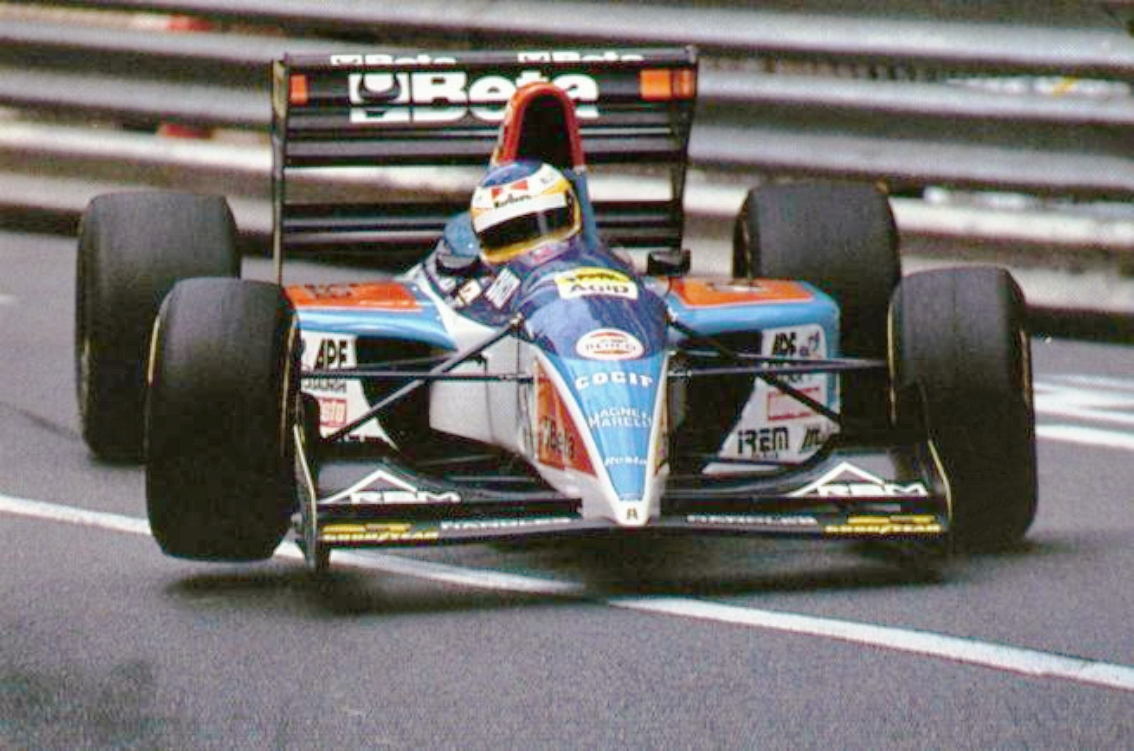
Michele Alboreto en el Gran Premio de Mónaco de 1994 con el M193B.

Una versión actualizada del coche, el M193B, se utilizó durante la temporada 1994, hasta el Gran Premio de Canadá de 1994, cuando se presentó el Minardi M194. Pierluigi Martini y Michele Alboreto se mantuvieron para el resto de la temporada, pero entre ellos sólo pudieron sumar 5 puntos y ocupar el décimo lugar en el Campeonato de Constructores.

## Livery
El M193 tuvo un cambio importante en su combinación de colores en comparación con su predecesor. La pintura predominantemente negra fue reemplazada por un coche blanco con pintura menor de color negro y amarillo en las aletas delanteras y traseras. El nuevo piloto Fabrizio Barbazza trajo a la empresa italiana Beta Tools como patrocinador principal de Minardi.
La decoración de 1994 reflejaba la fusión del equipo con la Scuderia Italia. El azul claro y el naranja se convirtieron en el esquema de color principal del monoplaza, debido al patrocinio de Lucchini y Beta Tools, respectivamente.

## Resultados
(Clave) (negrita indica pole position) (cursiva indica vuelta rápida)

| Año     | Chasis | Motor   | Neu. | N.º | Pilotos              | 1   | 2   | 3   | 4   | 5   | 6   | 7   | 8   | 9   | 10  | 11  | 12  | 13  | 14  | 15  | 16  | Puntos | Pos. |
| ------- | ------ | ------- | ---- | --- | -------------------- | --- | --- | --- | --- | --- | --- | --- | --- | --- | --- | --- | --- | --- | --- | --- | --- | ------ | ---- |
| 1993    | M193   | Ford V8 | G    |     |                      | RSA | BRA | EUR | SMR | ESP | MON | CAN | FRA | GBR | GER | HUN | BEL | ITA | POR | JPN | AUS | 7      | 8.º  |
| 1993    | M193   | Ford V8 | G    | 23  | Christian Fittipaldi | 4   | Ret | 7   | Ret | 8   | 5   | 9   | 8   | 12  | 11  | Ret | Ret | 8   | 9   |     |     | 7      | 8.º  |
| 1993    | M193   | Ford V8 | G    | 23  | Jean-Marc Gounon     |     |     |     |     |     |     |     |     |     |     |     |     |     |     | Ret | Ret | 7      | 8.º  |
| 1993    | M193   | Ford V8 | G    | 24  | Fabrizio Barbazza    | Ret | Ret | 6   | 6   | Ret | 11  | Ret | Ret |     |     |     |     |     |     |     |     | 7      | 8.º  |
| 1993    | M193   | Ford V8 | G    | 24  | Pierluigi Martini    |     |     |     |     |     |     |     |     | Ret | 14  | Ret | Ret | 7   | 8   | 10  | Ret | 7      | 8.º  |
| 1994    | M193B  | Ford V8 | G    |     |                      | BRA | PAC | SMR | MON | ESP | CAN | FRA | GBR | GER | HUN | BEL | ITA | POR | EUR | JPN | AUS | 5*     | 10.º |
| 1994    | M193B  | Ford V8 | G    | 23  | Pierluigi Martini    | 8   | Ret | Ret | Ret | 5   |     |     |     |     |     |     |     |     |     |     |     | 5*     | 10.º |
| 1994    | M193B  | Ford V8 | G    | 24  | Michele Alboreto     | Ret | Ret | Ret | 6   | Ret |     |     |     |     |     |     |     |     |     |     |     | 5*     | 10.º |
| Fuente: |        |         |      |     |                      |     |     |     |     |     |     |     |     |     |     |     |     |     |     |     |     |        |      |

- * Todos los puntos de 1994 fueron obtenidos por el Minardi M194.